# Asynarchus mutatus
Asynarchus mutatus is een schietmot uit de familie Limnephilidae. De soort komt voor in het Nearctisch gebied.